# Chryzyp

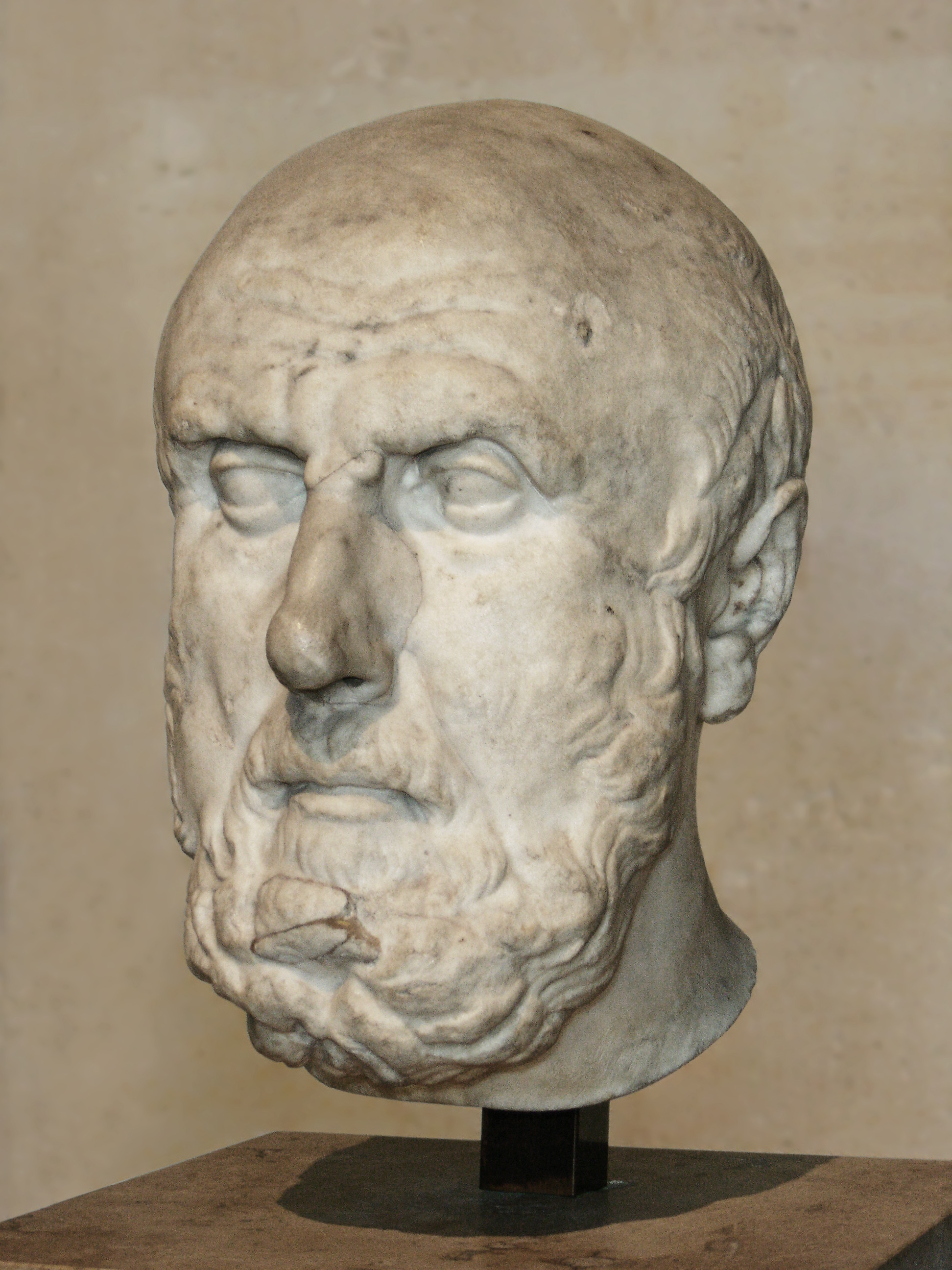
Chryzyp z Soloi

Chryzyp z Soloi (gr. Χρύσιππος ὁ Σολεύς Chrysippos; ur. 279, zm. między 207 a 204 p.n.e.) – ateński filozof i myśliciel, czołowy przedstawiciel i obrońca stoicyzmu.

## Życie
Syn Apolloniusa, prawdopodobnie urodził się w Soloi lub Tarsie. Przeprowadził się do Aten i poświęcił filozofii gdy jego ojcowizna została skonfiskowana na rzecz skarbu królewskiego. Był uczniem Kleantesa z Assos, po którym objął scholarchat w stoa Poikile (232 p.n.e.), nauki pobierał także u Zenona z Kition. Zwany był drugim założycielem stoicyzmu, gdyż wpłynął na rozpowszechnienie doktryny stoickiej czyniąc ją jednym z najbardziej wpływowych prądów myślowych starożytnej Grecji i Rzymu. Był znakomitym dialektykiem oraz płodnym pisarzem – pozostawił po sobie ponad 700 pism zachowanych fragmentarycznie w odpisach Cycerona, Seneki i innych. Znany był z tego, że podczas dyskusji brał pod uwagę stanowisko obu stron, szczególnie zaś swoich przeciwników. Zarzucano mu jednak powtarzanie tych samych treści oraz skłonność do cytowania. Jak wskazuje Diogenes Laertios za Apolodorem z Aten:

Gdyby z ksiąg Chryzypa usunąć obce cytaty, zostałyby czyste karty.

W „Żywotach i poglądach słynnych filozofów” Diogenes Laertios przedstawia dwie wersje jego śmierci:
- Według pierwszej „uczniowie zaprosili go na uroczystości ofiarne; wypiwszy niemieszane słodkie wino, doznał zawrotu głowy i po pięciu dniach odszedł z tego świata.”
- Zgodnie z drugą umarł ze śmiechu: „Gdy bowiem osioł mu zjadł figi, kazał służącej, aby dała osłu popić niemieszanego wina, i tak go to rozśmieszyło, że ze śmiechu umarł.”

## Poglądy

### Cnota
- Chryzyp wierzył, że cnota jest cechą duszy. Złączona jest też z duszą i ciałem. W celu zachowania zdrowia winniśmy utrzymywać harmonię między nimi.
- Nauczał też, że szlachectwo powinno być nabywane, a nie dziedziczne. Skoro wszyscy pochodzimy z tego samego, boskiego źródła powinno być zdobywane na drodze udowodnienia swojej cnoty.
- Człowiek powinien starać się być altruistą. Powinien też starać się być życzliwym względem reszty społeczeństwa w celu utrzymania porządku.
- Uważał, że ludzie powinni starać się różnić od zwierząt poprzez preferowanie typowo ludzkich cech: powściągliwości, męstwa, wiedzy i prawdomówności.

### Logos i pneuma
- Sądził, że logos jest kształtowany przez naturę i społeczeństwo.
- Pneuma, materia czynna, jest odpowiedzialna za wzrost i jest źródłem ruchu w świecie poprzez „napinanie” i wprowadzanie w drgania „tonalne” materii biernej.

### Logika
- Chryzyp jest uznawany za twórcę formalnego systemu rachunku zdań.
- Uważał, że zdania mogą przyjmować jedynie dwie wartości logiczne (prawdę lub fałsz).
- Jest twórcą pojęcia dysjunkcji.

### Fatum
- Pomimo iż wielu stoickich filozofów może nie zgadzać się z nowoczesną definicją przeznaczenia, Chryzyp twierdzi, że wszystkim kieruje właśnie ono, wszystko jest od niego zależne.
- Utrzymuje też drobną zmianę w tej teorii; przeszłość jest niezmienna i rzeczy które mogą się wydarzyć niekoniecznie muszą, lecz po prostu mogą się wydarzyć. Podobnie, wszystkie rzeczy które zgodnie z przeznaczeniem powinny się zdarzyć, dzieją się w określonym porządku (np. najpierw trzeba siać żeby potem zbierać).
- Chryzyp uczył także o konieczności istnienia zła z uwagi na jego wzajemną zależność z istnieniem dobra, więc niektóre zło jest rezultatem dobra:

„Nie byłoby sprawiedliwości bez niesprawiedliwości, odwagi bez tchórzostwa a prawdy bez kłamstwa.”